# Abri Indian Bar Trail
L'abri Indian Bar Trail, en anglais Indian Bar Trail Shelter, est un refuge de montagne américain du comté de Pierce, dans l'État de Washington. Situé à 1 552 mètres dans la chaîne des Cascades, il est protégé au sein du parc national du mont Rainier. Il est inscrit au Registre national des lieux historiques depuis le 13 mars 1991 et contribue par ailleurs au Mount Rainier National Historic Landmark District établi le 18 février 1997.